# 静間神社
静間神社（しずまじんじゃ）は島根県大田市静間町に所在する万葉集に歌われた「志都乃石室」ゆかりの古社であり、延喜式に載せられた式内社である。

## 解説
仁和2年（886年）創建であり、現在の本殿は春日づくりである。　
主祭神はオオナムチノミコト、スクナヒコナノミコトであり、明治期以降、村内にあった八幡宮（2社）、厳島神社（2社）、大年神社、枯れ木神社等が本殿に合祀されている。
境内社としては、左社に天満宮（元は垂水八幡宮であったが上静間八幡宮と合祀し本殿へ遷座したため、現在は滝の前にあった天神様を祀る）、右社に東照宮（旧天領であったため徳川家康と毛利輝元を祀る）、池の中に水神社（元は宇賀御魂神社であり倉稲魂が祭神であったがこの神は本殿に祀られている。厳島神社もここにあったと推測される。）がある。例祭は4月15日（明治期までは旧暦の3月と9月の15日）である。
本社は創建時には近くの魚津集落にある万葉集ゆかりの静之窟内に祀られていたが、高波による被害を受け、一度窟外に出た後、1674年（延宝2年）6月の豪雨により山津波が発生し社殿が崩壊したため、翌年に垂水山に遷座された。
社内には1650年以降の棟札が104枚も保存されており、この棟札を見ると苗字・帯刀の許されなかった江戸時代においても、神社活動においては住民は苗字を使いいきいきと生活していたことが窺がえる。